# NGC 5262
NGC 5262 é uma galáxia elíptica (E-S0) localizada na direcção da constelação de Ursa Minor. Possui uma declinação de +75° 02' 24" e uma ascensão recta de 13 horas, 35 minutos e 38,5 segundos.
A galáxia NGC 5262 foi descoberta em 5 de Maio de 1831 por John Herschel.